# Boala
Boala ist sowohl eine Gemeinde (französisch commune rurale) als auch ein dasselbe Gebiet umfassendes Departement im westafrikanischen Staat Burkina Faso, in der Region Centre-Nord und der Provinz Namentenga. Die Gemeinde hat in neun Dörfern 24.982 Einwohner.